# Leonzio di Fréjus
Leonzio di Fréjus (... – 432 circa) è stato un vescovo francese.
Proveniente da una nobile famiglia gallo-romana, era fratello di san Castore. Fu il primo vescovo di Fréjus.

## Agiografia
Entrato a far parte del clero di Fréjus, Leonzio fu presto scelto come vescovo del luogo, attestato come tale per la prima volta da una lettera di papa Bonifacio I del 419. Il suo amico sant'Onorato decise d'installare un monastero a Lerino per stare vicino a lui. Il vescovo ordinava i preti che sant'Onorato gli segnalava, ma non volle mai mescolarsi alla vita di quella comunità. San Leonzio era anche vicino a san Giovanni Cassiano, che gli dedicò la prima parte delle sue Conférences, un'opera che ebbe grande notorietà presso i monaci del medioevo.
Nel 431 Léonzio fu sospettato da papa Celestino I di semipelagianesimo, una dottrina difesa da san Cassiano e dai monaci di Lerino.
Il semipelagianesimo, che riduce lo spazio alla grazia divina e valorizza la libertà dell'uomo, fu poi condannato dal secondo Concilio di Orange (529).

## Culto
La memoria liturgica di san Leonzio cade il 1º dicembre.
A San Leonzio deve il nome il comune francese di Saint-Lions, nelle Alpi dell'Alta Provenza. Inoltre san Leonzio è contitolare della cattedrale di Fréjus, assieme a Nostra Signora; la doppia titolatura è documentata per la prima volta nel 990.